# Carles el Calb
Carles el Calb (Frankfurt del Main, Sacre Imperi Romanogermànic, 13 de juny de 823 - Avrieux, Regne de França, 6 d'octubre de 877) va ser el fill petit de l'emperador carolingi Lluís el Pietós. Va heretar la Frància Occidental el 840 com a Carles II, i esdevingué el cinquè Emperador d'Occident, Rei d'Itàlia i comte de Provença el 875.

## Família
|  |                     |  |  |  |  |  |  |  |  |  |  |  |  |  |  |  |
|  | Carles Martell      |  |  |  |  |  |  |  |  |  |  |  |  |  |  |  |
|  |                     |  |  |  |  |  |  |  |  |  |  |  |  |  |  |  |
|  |                     |  |  |  |  |  |  |  |  |  |  |  |  |  |  |  |
|  | Pipí el Breu        |  |  |  |  |  |  |  |  |  |  |  |  |  |  |  |
|  |                     |  |  |  |  |  |  |  |  |  |  |  |  |  |  |  |
|  |                     |  |  |  |  |  |  |  |  |  |  |  |  |  |  |  |
|  | Rotruda de Trier    |  |  |  |  |  |  |  |  |  |  |  |  |  |  |  |
|  |                     |  |  |  |  |  |  |  |  |  |  |  |  |  |  |  |
|  |                     |  |  |  |  |  |  |  |  |  |  |  |  |  |  |  |
|  | Carlemany           |  |  |  |  |  |  |  |  |  |  |  |  |  |  |  |
|  |                     |  |  |  |  |  |  |  |  |  |  |  |  |  |  |  |
|  |                     |  |  |  |  |  |  |  |  |  |  |  |  |  |  |  |
|  | Bertrada de Laon    |  |  |  |  |  |  |  |  |  |  |  |  |  |  |  |
|  |                     |  |  |  |  |  |  |  |  |  |  |  |  |  |  |  |
|  |                     |  |  |  |  |  |  |  |  |  |  |  |  |  |  |  |
|  | Lluís el Pietós     |  |  |  |  |  |  |  |  |  |  |  |  |  |  |  |
|  |                     |  |  |  |  |  |  |  |  |  |  |  |  |  |  |  |
|  |                     |  |  |  |  |  |  |  |  |  |  |  |  |  |  |  |
|  | Hildegarda          |  |  |  |  |  |  |  |  |  |  |  |  |  |  |  |
|  |                     |  |  |  |  |  |  |  |  |  |  |  |  |  |  |  |
|  |                     |  |  |  |  |  |  |  |  |  |  |  |  |  |  |  |
|  | Carles el Calb      |  |  |  |  |  |  |  |  |  |  |  |  |  |  |  |
|  |                     |  |  |  |  |  |  |  |  |  |  |  |  |  |  |  |
|  |                     |  |  |  |  |  |  |  |  |  |  |  |  |  |  |  |
|  | Welf                |  |  |  |  |  |  |  |  |  |  |  |  |  |  |  |
|  |                     |  |  |  |  |  |  |  |  |  |  |  |  |  |  |  |
|  |                     |  |  |  |  |  |  |  |  |  |  |  |  |  |  |  |
|  | Judit de Baviera    |  |  |  |  |  |  |  |  |  |  |  |  |  |  |  |
|  |                     |  |  |  |  |  |  |  |  |  |  |  |  |  |  |  |
|  |                     |  |  |  |  |  |  |  |  |  |  |  |  |  |  |  |
|  | Eduvigis de Baviera |  |  |  |  |  |  |  |  |  |  |  |  |  |  |  |
|  |                     |  |  |  |  |  |  |  |  |  |  |  |  |  |  |  |
|  |                     |  |  |  |  |  |  |  |  |  |  |  |  |  |  |  |

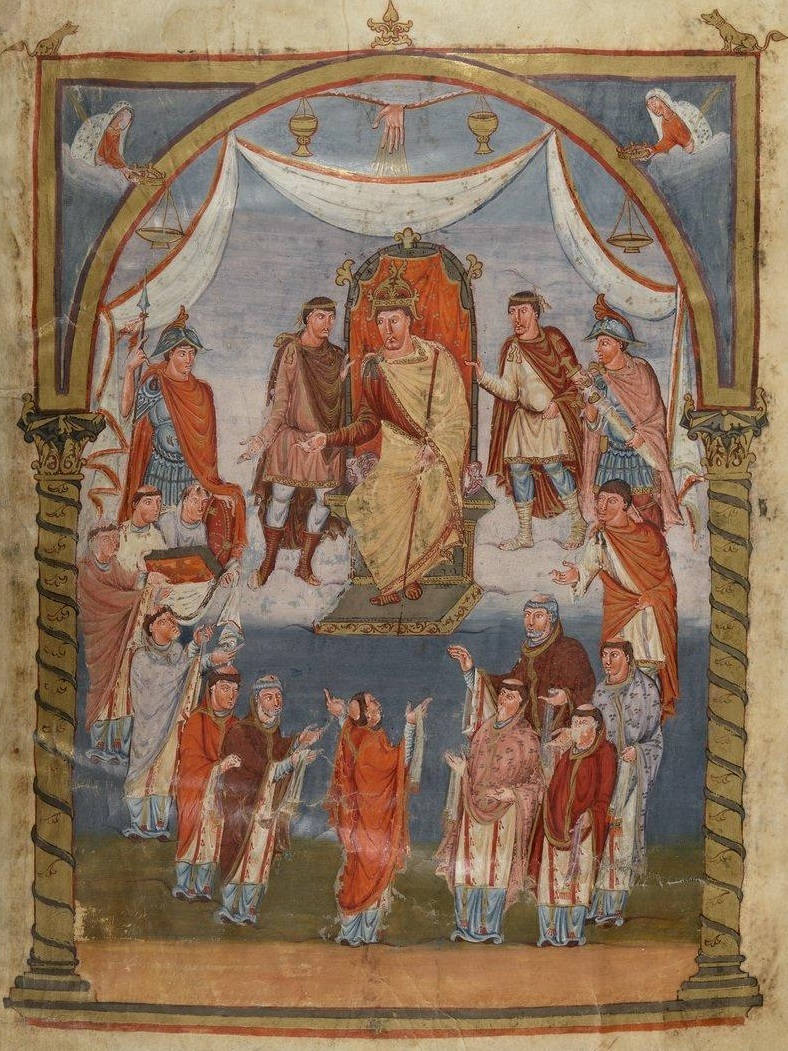
Carles el Calb

Era fill de Lluís el Pietós i la seva segona esposa, Judit de Baviera.
Es casà el 14 de desembre de l'any 842 a Quierzy amb Ermentruda d'Orleans, filla d'Eudes I d'Orleans i Ingeltruda de París. D'aquesta unió nasqueren:
- Judit dels Francs (843 - 870), casada el 856 amb Ethelwulf de Wessex, el 858 amb Ethelbald de Wessex i el 862 amb Balduí I de Flandes
- Lluís II de França (846 - 879), futur rei de França
- Lotari (v 847-a 865), abat
- Carles II d'Aquitània el Jove (847 - 865), futur rei d'Aquitània
- Carloman (v 849 - 876)
- Ermetruda (v 854 - 877), abadessa
- Hildegarda (v 856-?)
- Gisel·la (v 858 - 874)
- Rotruda (852-a 912), abadessa

Vers l'any 870 es tornà a casar amb Riquilda de Provença, possible germana del comte Bosó V de Provença. D'aquesta unió nasqueren:
- Drogo (872 - 873)
- Pipí (873)
- Hersenda de Lorena (865-?)
- Rothaut (v 870-?)
- Carles (876 - 877)
- Rotilda de Nèustria (871 - 928), casada amb Roger de Maine

## Guerra entre germans
Quan Carles nasqué, els fills del seu pare Lluís el Pietós amb la seva primera esposa ja eren adults i se'ls havia assignat regnes per governar dins de l'imperi. Quan Lluís el Pietós va intentar deixar a Carles un regne per a ell, els seus germans es van revoltar per evitar que es veiés disminuïda la seva herència. Els últims anys del regnat de Lluís el Pietós van estar marcats per les contínues guerres civils entre els germans. Uns mesos després de la mort de Pipí I d'Aquitània el seu pare Lluís el Pietós el va fer designar rei d'Aquitània.

## Guerra civil franca

Repartiment de l'imperi segons el Tractat de Verdun. La part de color taronja corresponia a Carles el Calb.

Quan Lluís va morir el 840, una nova guerra civil va esclatar. Aquest cop Carles es va aliar amb el seu mig germà Lluís el Germànic en contra les pretensions del fill gran, Lotari I. Lotari va ser derrotat el 25 de juny de 841 en la batalla de Fontenoy-en-Puisaye. Els vencedors van segellar la seva aliança contra el seu germà Lotari I amb els Juraments d'Estrasburg el 14 de febrer de 842, on es troba el primer testimoniatge d'una llengua romanç parlada en França. Després de tres anys de conflicte finalment es va signar el tractat de Verdun, l'agost de 843, pel qual l'Imperi Carolingi es dividia en tres parts: Carles rebia la Frància Occidental, Lotari la França Central, i Lluís la França Oriental.

## Conflicte d'Aquitània i atacs víkings
Després que Pipí resistís el setge de Tolosa i de la victòria en la batalla d'Angumois el juny del 844, Carles II el Calb va desistir de les operacions a Aquitània i va retornar a França el setembre; l'octubre va anar a Thionville per reunir-se amb els seus germans Lotari I i Lluís el Germànic amb els quals va reunir una assemblea general; es va decidir enviar ambaixadors a Aquitània, a Pipí II, i a Bretanya, al duc Nominoe, ambdós rebels, per convidar-los a sotmetre's sota amenaça. Pipi i Nominoe sembla que actuaven d'acord i l'aquità havia fet diverses operacions al Maine. Els normands van atacar Aquitània el 844 i 845, però posteriorment foren utilitzats per Pipí com a mercenaris.
Després de la reunió de Thionville, Carles va retornar als seus estats esperant el resultat de l'ambaixada enviada a Pipí. A començament del 845 era al palau de Compiegne on el 21 de gener va emetre una carta confirmant la fundació del monestir de Santa Maria d'Alaó (Ribagorça) a la diòcesi d'Urgell en favor de l'abat Obboni, a petició de Berari de Narbona, i concedint-lo privilegis considerables. A la primavera va fer una expedició a la Bretanya. Finalment, pressionat Pipí pels danys causats pels normands i la fam prevalent al país, i Carles pel seu fracàs del 844 i per la impossibilitat d'acabar-la a curt termini, es va acordar la pau el 5 de juny del 845 després d'una entrevista a l'abadia de Saint-Benoît-sur-Loire. Pipí va poder conservar gran part d'Aquitània però el Poitou, Santonya i Angumois foren per Carles. Pipí va prometre honorar al seu oncle i servir-lo com el seu senyor i li va fer jurament de fidelitat agafant formalment en feu la part d'Aquitània que se li acabava de reconèixer de la que Carles tindria l'alta sobirania. Carles va donar mostres d'amistat i bons desitjos per Pipí i aquest va retornar als seus estats on va rebre el jurament dels senyors del país que havien pres partit per Carles i passaven a ser vassalls de Pipí.
Els víkings de Dinamarca van atacar l'abadia de Jumièges en 845 de camí de París, cremant l'abadia de Saint-Germain-des-Prés, i Carles el Calb, incapaç de repel·lir-los per la força, se'n va lliurar gràcies al pagament de 7.000 lliures de plata. Els atacs dels normands van afectar molts punts d'Aquitània i Pipí va aportar poca ajuda el que va crear molts malcontents instigats pels agents de Carles el Calb que treballaven també contra el jove rei. Des del 846 Carles va enviar emissaris per enfortir el seu partit al regne i garantir la fidelitat d'alguns senyors, aprofitant sovint com excusa la impossibilitat de Pipí de defensar-los contra els normands. Però Pipí, informat dels plans del rei, va actuar en conseqüència i va aturar qualsevol conspiració contra el tron. Durant tot l'any Pipí va donar cartes el que demostra que controlava el país encara que les datava, com era correcte, pels anys de regnat de Carles.
El 847 Carles va deixar clar que ignorava el tractat que reconeixia a Pipí i es considerava l'únic rei d'Aquitània en una entrevista a Meerssen (febrer del 847) amb els seus germans Lotari I i Lluís el Germànic. Els tres van renovar la seva aliança i amistat i es van prometre ajut contra els enemics comuns; es va decidir enviar ambaixadors als normands i als bretons per demanar la pau amb Carles i Lluís i Lotari es van comprometre també a ajudar contra Pipí II i li van fer saber a aquest que s'hauria d'acontentar amb alguns comtats d'Aquitània però no amb el títol reial i quasi tot el país i que els afers serien resolts en una dieta a París després de sant Joan a la que van convidar a l'aquità al que en les actes de l'assemblea de Mersen ja no li donaven el títol de rei (l'anomenaven "el nostre nebot"), el que demostrava que consideraven a Carles com l'únic rei d'Aquitània.
Després de la reunió de Meerssen on es van establir algunes capitulars per la reforma del regne, Carles va anar a Attigny on el 27 de maig del 847 apareix confirmant a un vassall de nom Adefons i als seus nebots Gumesind i Duran, la possessió d'uns béns a Lésignan, a Caumont i a Saint-Candide, a la diòcesi de Narbona, que havien adquirit els seus ancestres hispanii al que els havia donat Carlemany per aprisió.
Pipí va refusar la pretensió dels seus oncles de conformar-se amb alguns comtats i no va voler negociar doncs la dieta de París no es va arribar a fer. Així Carles es va disposar a arrabassar el regne al seu nebot aprofitant que havia signat la pau amb els musulmans en la part de Gòtia, havia obtingut algunes victòries sobre els bretons i tenia a ratlla als normands. Els atacs d'aquestos a Aquitània el 848 li van donar l'excusa. Els normands van desembarcar al Poitou, Santonya i Angumois que estaven sota el seu domini i van assolar aquestos territoris. Després van avançar cap al Llemosí, i després van atacar al sud a Bordeus que van assetjar; Pipí no va fer cap moviment conegut per anar en ajut de la ciutat que devia estar sota govern de Guillem de Septimània. En canvi Carles es va posar en marxa a la quaresma amb l'excusa d'atacar als normands i va avançar fins a Dordonya, i a la riba del riu d'aquest nom els va derrotar agafant nou vaixells. Carles va anar llavors a Llemotges on abans de Pasqua va celebrar assemblea general del regne d'Aquitània testimoniant una autoritat sobre un regne que havia cedit per tractat.
La victòria de Carles al riu Dordonya no va impedir als normands conquerir Bordeus que van ocupar una nit per la suposada traïció dels jueus de la ciutat; Guillem fou fet presoner, però probablement alliberat a canvi d'un rescat que va pagar Pipí. Els normands van saquejar Bordeus i després la van abandonar i es van dirigir al Médoc, i cap al Perigord on van conquerir i saquejar la capital Perigueux i després van tornar a la flota que va marxar sense ser inquietada. Els nobles del país veient que Pipí no garantia la seva defensa i que només Carles estava en disposició de fer-ho, es van decantar per aquest. Pipí estava llavors a Bourges on a primers d'any feia una donació a l'església de la ciutat de diversos béns al Llemosí. La major part dels senyors seculars i religiosos del país van anar a trobar a Carles a Orleans i li van demanar agafar-los sota la seva protecció i li van oferir la corona. Carles va acceptar, i es va consagrar rei a catedral de la Santa Creu a la mateixa ciutat d'Orleans en presència de tots els senyors afegint el títol de "rei d'Aquitània" als que ja tenia. Després es va dirigir al seu nou regne i era a Alvèrnia el 23 de juliol del 848, però no se sap si l'expedició fou un èxit, doncs el cert és que l'11 d'agost ja havia retornat a França donant aquest dia a Quierzy-sur-Oise una carta o diploma en favor del comte Apol·loni d'Agde i el bisbe Dagobert d'Agde.
Pipí mentre, abandonat per quasi tots va enviar a Guillem de Septimània al territori de l'emirat de Còrdova per demanar ajut i atacar Gòtia i Septimània, i va enviar al duc a revoltar aquestes regions on el comte i marquès Sunifred hauria mort i on Guillem podia fer valer els seus drets com a fill de Bernat de Septimània, l'anterior posseïdor, i on devia tenir força suport. Sense que sabem com -Devic i Vaissete pressuposen que fou amb l'ajut d'un exèrcit musulmà- va prendre el poder a Barcelona, Girona (amb Besalú), Osona, Empúries, Rosselló i Conflent al final del 848 -o primavera del 849- que dominarà dos anys. També va ordenar a Sanç II de Gascunya al que potser va fer duc, de reunir-se amb ell amb les tropes vascones i va cridar al seu germà Carles, que estava sota custòdia de Lotari I, al que va encarregar escapar-se i reunir-se amb ell. També hauria fomentat la revolta dels bretons.
El 849 Carles hauria tornat a Aquitània als primers mesos de l'any. El 8 de juny era a Poitou on va dictar un diploma, i d'allí va anar a Chartres. Va travessar el riu Loira i va avançar cap al Llemosí rebent la submissió de la major part dels senyors aquitans, els quals el van anar a trobar. Després es va dirigir a Tolosa i va enviar un destacament d'avantguarda per iniciar el setge. Manava a la ciutat el comte Frèdol (comte de Roergue, Tolosa, Pallars i Ribagorça), fill d'una besneboda de Guillem I de Tolosa i de Fulcoald segon comte de Roergue, que va defensar la ciutat contra el rei. Les forces reials van dirigir els atacs cap a diferents fronts, entre els quals el de la porta Narbonesa, on estava l'antic palau dels reis visigots, que fou encarregat a Heribert, abat de Fontanelle; els homes de l'abat van acumular material inflamable a la porta i li van calar foc i en va cremar la major part tot i els esforços dels assetjats; Frèdol suposadament alarmat, veient que la ciutat podia ser assaltada per aquest punt, va demanar l'endemà la capitulació i va obrir les portes a Carles el Calb, al que va jurar fidelitat quan va entrar a la ciutat. Sembla que en realitat la ciutat haguera pogut ser defensada força més temps però Frèdol va decidir lliurar-la i passar al bàndol reial. Frèdol fou confirmat com a comte i duc de Tolosa.
El mes de desembre del 849 Carles va arribar a Bourges i tot seguit va retornar a França on era al començament del 850. Pipí havia restat amagat a Aquitània i quan el rei va abandonar el país va començar a activar als seus partidaris; aviat diversos senyors el van tornar a reconèixer trencat el recent jurament a favor de Carles. Pipí va buscar l'aliança dels normands que van assolar diverses regions arribant fins a Tolosa que van conquerir i la van saquejar, però la van abandonar tot seguit, suposadament a mans de fidels de Pipí. A qui va nomenar Pipí com a comte es desconeix; com que Guillem de Septimània ja hauria mort, és poc probable que fos nomenat el seu germà i hereu Bernat Plantapilosa que només tenia 9 anys.
L'any 851 Hasting va marxar al capdavant de les seves tropes a Rouen i Beauvais derrotats a Vardes, els víkings van cremar l'abadia de Saint-Germer-de-Fly, van devastar la diòcesi de Thérouanne, les ciutats de Saint-Quentin, Noyon i els seus voltants, el monestir de Saint-Médard de Soissons, l'Abadia de Sainte-Geneviève de París, i tots els edificis del voltant de París. El 851 la noblesa aquitana tornà a abandonar a Pipí. Es creu que Pipí va castigar amb severitat els que s'havien declarat contra ell i això li va fer perdre el suport ja fràgil que se li havia concedit. Carles va convocar una dieta o concili a Soissons el 851 que va declarar deposat a Pipí i va jurar fidelitat a Carles. Però el rei encara tenia alguns suports, especialment el duc Sanç II de Gascunya. Això no obstant, aquest veient (852) que les coses no anaven bé, el va trair, i el jove rei, enganyat, va ser fet presoner. Després Sanç II va negociar la pau amb Carles el Calb a canvi de l'entrega del rebel. Pií fou lliurat a Carles i tancat al monestir de Saint-Médard de Soissons on se li va imposar l'hàbit de monjo contra la seva voluntat. Sanç II fou confirmat com a comte (almenys Bordeus, segurament Agen i Saintes; la resta dels dominis no es coneix) i duc de Gascunya. L'any 852, una flota dirigida per Godfrid Haraldsson va navegar pel Sena, als que es fan afegir els 250 vaixells de Sydroc, que acabava d'aconseguir un èxit important a la costa de Frisia. Els escandinaus es van instal·lar en una petita illa del Sena i Lotari I i Carles el Calb uneixen forces però Carles va haver de tornar a pagar tribut (danegeld) per aconseguir la sortida dels víkings
Pipí va intentar fugir del monestir de Saint Medard de Soissons el 853 junt amb el seu germà Carles. Després d'atreure a la seva causa a dos monjos del monestir ja estava tot disposat que el pla fou descobert i avortat. Carles II el Calb va anar al monestir i va fer vigilar a Pipí més estretament; per jutjar als dos monjos va convocar al mes d'abril un concili al mateix monestir on els bisbes de quatre províncies (Reims, Sens, Rouen i Tours) van assistir. Els monjos foren enviats a l'exili després de ser secularitzats i públicament desautoritzats per la comunitat religiosa del monestir que no havia tingut part al projecte. Carles va exigir de Pipí un nou jurament de fidelitat i una promesa solemne de viure en l'estricta observança de la regla religiosa i la seva professió monàstica.
Després de concili Carles va anar al palau de Quierzy i després al de Pontion, al Pertois; en aquest darrer estava el 21 de juny quan va concedir a l'abat Arnoul d'Aniana la confirmació de privilegis de la seva abadia i de les donacions que li havien estat fetes. Després va anar a Verberie on va reunir un nou concili. A final d'any va enviar emissaris a les diverses províncies. Aquitània estava agitada i a punt de revoltar-se degut a la duresa del govern reial, i pretenien restablir a Pipí i quan es va saber que el seu pretendent quedava sota estreta vigilància a Saint-Medard i que no es podria escapar fàcilment, van decidir nomenar un altre rei. Fou per aquell temps quan Carles es va enemistar amb el seu germanastre Lluís el Germànic, i els nobles aquitans van enviar diputats a aquest per demanar la seva protecció i acceptar la corona d'Aquitània que li oferien per a ell mateix o per al seu fill gran Lluís (el Jove, després Lluís III d'Alemanya). Els delegats afirmaven que el domini reial era tan dur que si no trobaven un príncep dins els carolingis que volgués agafar-los sota la seva protecció, es dirigirien als enemics com sarraïns i normands. Com a garantia van oferir al rei germànic ostatges entre els principals nobles aquitans.
Lluís el Germànic va acceptar i va enviar (854) al seu fill Lluís que havia de ser Lluís (II) d'Aquitània però només passar el riu Loira va veure que les promeses que les poblacions i nobles es manifestarien al seu favor no es produïen; els aquitans per temor a Carles o perquè el que volien realment era a Pipí i només un noble de nom Gausbert i els seus parents el van anar a rebre, i els altres no van córrer a reconèixer-lo encara que romanien rebels a Carles. Aquest rei va decidir expulsar d'Aquitània al seu nebot i castigar la revolta de la noblesa i per quaresma amb intenció de posar el país altre cop sota el seu control, va iniciar la campanya; però els actes cruels que va cometre, en que no va estalviar ni el sagrat ni el profà, només van aconseguir irritar més als aquitans. Per aconseguir controlar a la nobles va haver d'agafar dotzenes d'ostatges.
Lotari I va intentar tot per fer de mediador entre els dos germans enfrontats. Carles durant les negociacions va retornar a França després de Pasqua i el mes de juny era al palau d'Attigny on es va reunir amb Lotari I. Junts van enviar ambaixadors a Lluís el Germànic per regular condicions per la pau, i demanar-li que cridés al seu fill Lluís d'Aquitània.
Mentre Pipí va aconseguir escapar de Saint-Medard al mateix temps que el seu germà Carles el Calb es va escapar del monestir de Corbie (854) i els dos germans es van dirigir cap a Aquitània per dirigir l'aixecament de la noblesa contra Carles II. Només travessar el Loira, Pipí fou reconegut pels nobles i va recórrer tota l'Aquitània aixecant tothom al seu favor. Molt pocs van restar fidels a Carles el Calb o a Lluís II.
Carles va decidir tornar a Aquitània i acabar amb la revolta per mitjans militars i es va dirigir al palau de Germiny a l'Orleanès a la fi de juliol. L'acompanyava Odalric el marquès de Gòtia i comte de Barcelona, Girona, Narbona i altres comtats. Tot seguit va travessar el Loira i va atacar primera Lluís (després Lluís III d'Alemanya) que era el més dèbil, i al que en poc temps va obligar a travessar el riu en direcció oposada i fugir cap a Alemanya a la tardor del 854. Les converses de pau entre els tres germans anaven molt lentes i no feien progressos. No se sap si Carles va lluitar la tardor del 854 amb Pipí però en tot cas fou de manera breu.
Potser va passar l'hivern a Aquitània o potser va tornar a França, on en tot cas era la primavera del 855 quan va mantenir les complexes converses de pau que, amb la mediació de Lotari I, el volien reconciliar amb Lluís el Germànic. El juny del 855 Carles va donar un diploma al palau d'Attigny en favor de Sunyer, abat de la Grassa, abadia que fou confirmada en totes les seves possessions i privilegis i on s'esmenta un missus de nom Fulques enviat a Septimània; també s'esmenta una donació de Sunyer, comte d'Empúries i un altre de Riquilda, vídua d'Oliba I de Carcassona, ambdues a favor de l'abadia de la Grassa; per primer cop s'esmenta també a Menerbe (francès Minervois) com un país de la diòcesi de Narbona (l'Alta Narbona).
Quan Lotari fou afectat per unes febres a l'estiu es va accelerar la reconciliació (855). Això va impulsar els aquitans cap al partit de Carles, per temor a la revenja d'aquest i per haver-se aixecat mentre nous greuges contra el rei Pipí. Però el govern de Carles havia estat molt mal tolerat per la noblesa i aquesta va decidir demanar un rei particular. Potser basant-se en l'experiència del jove Lluís van enviar delegats a demanar al rei el nomenament al seu fill Carles l'Infant com a rei d'Aquitània. El Calb va acceptar ràpidament aquesta proposta i els delegats van marxar cap a Llemotges amb el jove príncep. Allí a Llemotges fou coronat i consagrat rei l'octubre del 855. Pipí llavors va utilitzar mercenaris normands que van remuntar el Loira, però foren rebutjats per Carles l'Infant (no és conegut com a Carles d'Aquitània per confusió amb Carles el germà de Pipí) a la rodalia de Poitiers i només uns 300 normand es van escapar de la matança i van poder tornar als seus vaixells.
Però la continuació del regnat de Carles l'Infant no fou tan afortunat. Aviat la seva joventut i manca d'experiència li va fer cometre errors que el van distanciar dels nobles. Militarment no era capaç d'aturar els atacs normands i la noblesa es va tornar a girar cap a Pipí, però amb poca convicció. La noblesa de fet jugava amb això, i no s'entregava del tot i per sempre ni a Carles el Calb, ni a Carles l'Infant, ni a Pipí II i gaudien així d'una independència de fet; volien esdevenir oficialment senyors hereditaris, cosa que ja eren en la pràctica i la causa principal del seu malestar eren els atacs normands contra els quals els calia la protecció d'un poder més fort.
Aliats els nobles aquitans a senyors francesos descontents, van enviar diputats a Alemanya per demanar a Lluís el Germànic d'anar a França i Aquitània per lliurar als dos pobles de la dominació de Carles el Calb. Aquest se'n va assabentar i per por de perdre el tron va fer diversos passos per guanyar el favor del poble (dels nobles) i el 7 de juliol del 856 va tenir una assemblea a Quierzy on es van reunir els senyors seculars i eclesiàstics (7 de juliol); en aquesta assemblea el seu oncle Rodolf, germà de l'emperadriu Judit de Baviera, va fer propostes d'arranjament en nom dels malcontents. Carles va acceptar ràpidament i les va compilar en forma d'edicte, sent publicades a França i Aquitània, prometent rectificar tots els defectes del seu govern i satisfer tots els greuges que es presentessin contra ell, i dictava un perdó general als que abandonessin el partit de Pipí II, convocant a la noblesa per una nova dieta a Verberie pel 26 de juliol, on esperava que la major part dels senyors rebels, amb les promeses rebudes, es presentarien i se sotmetrien; però es va equivocar i quasi cap hi va voler anar (esperant a Lluís el Germànic que estava en campanya contra els eslaus). Carles va convocar una nova assemblea a Baisieu però els malcontents persistien en el seu desafiament i van refusar anar-hi, ja que esperaven al rei de Germània i no volien acordar res sense la seva participació. Això va alarmar a Carles que veia com la noblesa es podia abocar als braços del seu germanastre si aquest arribava, i va decidir guanyar als nobles a qualsevol preu, convocant una nova dieta a Neaufle (Neaufles-Saint-Martin) l'1 de setembre, i aquest cop i van anar una part dels malcontents però van al·legar no poder fer cap acord per manca de molts altres; però finalment, veient que el rei Lluís el Germànic no es presentava a causa de la guerra que sostenia contra els eslaus, van acabar anant a una nova dieta a Chartres l'11 d'octubre, i es va acordar la pau. Llavors els nobles aquitans que amb més o menys convicció defensaven a Pipí el van abandonar per sotmetre's a Carles el Calb demanant altre cop la corona pel seu fill Carles l'Infant. Concedit això van tornar amb aquest príncep a Aquitània.

## Lluís el Germànic reconegut breument rei de França
Havia passat un any quan molts nobles aquitans, que en realitat a qui volien era a Lluís el Germànic, es van aliar altre cop a nobles francesos contra Carles el Calb. Llavors va esclatar la revolta a Aquitània i els nobles es van declarar de moment per Pipí II que d'estar aïllat i quasi amagat, va tornar a tenir un partit al seu costat. Pipí no confiava en els magnats del país i havia buscat el suport dels normands, als que va utilitzar per assolar principalment el Poitou el 857. Poitiers fou saquejada. Ranulf I de Poitou era un dels nobles que romania lleial a Carles l'Infant, mentre que al bàndol de Pipí destacava Bernat I d'Alvèrnia.
Els normands havien establert una base a l'illa d'Oisel, a la desembocadura del Sena. Carles el Calb va reunir un gran nombre de vaixells per expulsar-los d'aquesta posició clau a l'estiu del 858 i els va assetjar (juliol) i se li va reunir el seu fill Carles l'Infant amb les tropes d'Aquitània. Al seu darrere arribava Pipí II que havia rebut propostes de pau de Carles el Calb i anava a signar la pau. L'acord fou finalment signat i establia que Pipí perdria un nombre de comtats i abadies; cap historiador contemporani explica en detall quins territoris va perdre i si va conservar (o més aviat recuperar) el títol de rei als països que li foren reconeguts. Fos com fos la pau fou de curta durada (un any).
El mes d'agost va arribar al campament a Oisel el rei Lotari II de Lotaríngia amb forces de reforç per Carles el Calb. Lotari II buscava l'aliança de Carles contra els plans expansionistes del seu germà Lluís II el Jove, emperador i rei d'Itàlia; Lluís el Germànic li havia ofert una aliança contra Carles el Calb però l'havia rebutjat perquè el rei de Germània estava massa lligat a Lluís II i es va declarar obertament per Carles el Calb.
Lluís de Germània estava ara disposat a anar a França on tenia el suport d'un important partit de nobles de Nèustria a més dels d'Aquitània. Lluís va passar el Rin i va arribar a França, al palau reial de Pontion al Pertois, el setembre del 858; allí se li van unir bona part dels nobles que l'havien cridat; va avançar llavors cap a Orleans on la resta dels conjurats l'esperaven després d'haver instigar als bretons a la revolta i d'expulsar del Maine al jove Lluís, fill de Carles (futur Lluís II de França); a Carles només li restaven els senyors que estaven al seu costat al setge d'Oisel i encara bona part d'aquestos el van abandonar sota consell dels emissaris del rei de Germània, amb el que es van reunir. Carles el Calb va abandonar el setge d'Oisel a la fi d'octubre i amb les tropes que li restaven va marxar contra el seu germanastre Lluís el Germànic que es va aturar per esperar-lo i encara va retrocedir una mica buscant millor posició. Els dos exèrcits es van trobar el 9 de novembre de 858 al Comtat de Brienne; allí Carles va rebre algunes forces procedents de Borgonya; els dos exèrcits van estar tres dies cara a cara durant els quals es va negociar la pau sense èxit; el 12 de novembre a punt d'esclatar la batalla, les forces de Carles es van passar a Lluís i el rei francès va haver de girar cua i marxar a Borgonya deixant els seus estats al seu germanastre i rival. A Borgonya va passar l'hivern.
Mentre Lluís, en veure's vencedor, va llicenciar les tropes. Això fou aprofitat per Carles que al començament del 859 va poder recuperar els seus estats; va iniciar la campanya a la quaresma i com que el seu germanastre no tenia exèrcit va haver de fugir creuant el Rin i abandonant França. Carles fou moderat en la victòria i va perdonar als nobles que havien agafat el partit de Lluís, però van perdre les seves dignitats. Humfrid de Gòtia, que havia estat un dels lleials de Carles va romandre lògicament al seu govern i encara va rebre diversos favors del rei
Carles va anar a Pontion, i després (juny) a Attigny; després va assistir al concili de Savonières, prop de Toul, on els bisbes de les dotze províncies de França es van reunir per deliberar sobre com apaivagar els disturbis que agitaven el regne; en aquest concili estaven presents Lotari II de Lotaríngia i Carles de Provença, aliats de Carles contra Lluís el Germànic. Es va intentar una reunió de Carles i Lluís; una entrevista va tenir lloc en una illa del Rin propera a Coblença, però Carles va refusar com a preu de la pau el restabliment en les seves dignitats de diversos comtes i no es va poder arribar a cap acord, excepte el remetre un futur arranjament a una nova entrevista per la tardor prop de Basilea. Aquesta reunió es va fer però tampoc no hi va haver acord.
A l'estiu o la tardor del 859, Carles el Calb, veient que ja no tenia res a témer del seu germanastre Lluís el Germànic, va trencar la pau i va reprendre les hostilitats contra Pipí II d'Aquitània. Els nobles van abandonar una vegada més a Pipí i es va haver de refugiar amb els bretons amb la protecció d'alguns senyors de Nèustria que romanien rebels a Carles.
Els normands després d'atacar Amiens o Noyon es van dirigir cap al Roine i les costes de Septimània el 859, seguint cap a les costes mediterrànies fins a l'Àfrica per atacar després el Rosselló on van arruïnar diverses poblacions entre elles Elna i Ruscino que ja no es va recuperar, i l'abadia de Vallespir o de Nostra Senyora d'Arle. És possible que haguessin saquejat també Narbona; després vans seguir per la costa de Septimània fins a la Camarga, ja en el Regne de Provença, on es van aturar per fer expedicions remuntant el Roine pels dos costats. El juny del 860 finalment Carles el Calb i Lluís el Germànic van signar la pau a Coblença en el que van declarar actuar en nom tanmateix de Carles de Provença i de Lluís II el Jove (emperador i rei d'Itàlia), tractat en el qual va estar present Humfrid; en aquest tractat Carles s'obligava a concedir la gràcia als nobles que havien pres partit per Lluís i a retornar-los els béns confiscats, cosa que va complir però es va reservar disposar al seu grat de les terres que tenien per concessió reial i dels càrrecs i dignitats dels que estaven revestits.

## Política des del 860
Després de la pau a Coblença el juny del 860 Carles va quedar tranquil, però ja un nou conflicte s'albirava: Lotari II volia repudiar la seva dona Teutberga, de la noble família dels Bosònides (filla de Bosó el Vell) a qui Carles donava suport. Això va comportar la ruptura entre Carles i Lotari II. Lluís el Germànic va donar aquí suport a Carles. Pipí estava refugiat a Bretanya i amb el suport dels bretons va fer una nova temptativa sobre Aquitània el 860 i a causa del conflicte entre els reis va poder reviscolar el seu partit a les parts més properes a Bretanya. Carles va marxar contra els bretons però fou derrotat a la frontera de Bretanya. Això va encoratjar a Pipí.
A la dieta de Compiègne del 861 Carles va nomenar al notable magnat Robert el Fort com a duc de tot el territori entre el Loira i el Sena amb el comandament de les fortaleses dels comtats fronterers de Bretanya (comtats de l'anomenada Marca de Bretanya) contra els bretons. Aquesta assemblea s'hauria fet el maig del 861 doncs Carles estava a Compiegne aquest mes on va donar una carta o diploma concedint diversos feus a la diòcesi de Narbona a un vassall anomenat Adroari.
A la tardor del 861 Carles avançava fins a Mâcon, al regne de Provença, amb l'excusa d'ajudar els provençals contra els normands; però Girard es va disposar a marxar contra el rei invasor amb l'exèrcit del país. Carles no va gosar avançar més i va decidir retornar a França on, d'altra banda, el cridaven noves incursions dels normands. Aquestes incursions havien despoblat els darrers 20 anys les costes franceses i els monestirs s'havien hagut d'abandonar o traslladar.
La pau de Carles el Calb amb els bretons va privar Pipí d'aquests aliats (863) i es va haver de refugiar a Gascunya però, no obstant, seguia actiu i amb l'ajut dels normands va atacar diversos llocs, arribant fins a Poitiers,i després de cremar l'església de Sant Hilari que estava als ravals exteriors, els habitants de la ciutat van haver de comprar car el que la vila no fos saquejada. L'octubre del 863 Carles el Calb va celebrar una dieta a Verberie on es va ratificar un acord de pau amb l'emirat de Còrdova (per evitar el suport d'aquest emirat al marquès rebel de Septimània i Gòtia) i es va decidir sotmetre Carles l'Infant el qual tenia el suport de la major part dels senyors del país, reunint totes les forces possibles. Carles llavors, per temor a la còlera del pare, no el va deixar passar el Loira i va córrer a trobar-se'l i a sotmetre's implorant la seva clemència a Nevers, en terres que eren domini familiar d'Esteve d'Alvèrnia. Carles el va perdonar després d'un nou jurament de fidelitat que també van haver de fer tots els senyors aquitans del seu seguici. Llavors li va ordenar restar al costat seu i de fet el regne d'Aquitània va quedar dissolt.
Ja només quedava l'incansable Pipí contra qui Carles va preparar la lluita mentre passava l'hivern a Nevers (o almenys on era al pas de l'any 863 i al 864). El rebel rei aquità era a Bordeus quan el 864 els normands van desembarcar a Santonya i al Burdelès i van derrotar Arnau, el duc de Gascunya recent successor del seu oncle Sanç II i fill d'Emmenó I comte de Perigord i Poitou i de la seva esposa Sància, germana de Sanç II de Gascunya, als quals va voler fer front. Potser van atacar Bordeus i van fer presoner a Pipí II o aquest els esperava; no és clar si finalment els normands van passar al seu servei, o fou obligat o si els va manipular per marxar contra Tolosa, però el cert és que el març del 864 els normands van atacar el Llemosí on van cremar el monestir de Solignac van arribar fins a Clarmont d'Alvèrnia on el comte usurpador Esteve va morir en la lluita, i llavors van assetjar Tolosa. Les regions del Tolosà, el Roergue i l'Albigès foren assolats, i el setge fou vigorós, però ni amb ajuda dels normands va aconseguir Pipí II conquerir la capital del regne defensada per uns missi dominici de Carles II el Calb o per delegats d'Humfrid i es van retirar. En la seva retirada el comte Ranulf I de Poitiers li va parar un parany dient-li que volia abraçar el seu partit i revoltar-se al seu favor junt amb altres senyors i el va convidar a una entrevista per discutir el que s'havia de fer. Quan Pipí hi va anar fou fet presoner. Pipí fou portat al palau de Pistes (Pîtres) al Sena, a la diòcesi de Rouen on el mes de juny del 864 es va celebrar una dieta que principalment estava dedicada a prendre mesures contra els normands. A la dieta fou presentat Pipí i els senyors i prelats el van condemnar a mort com apòstata (per haver abandonat l'hàbit monàstic) i traïdor a la pàtria (per haver-se aliat als normands). Pipí va demanar la gràcia i que se li permetés expiar les culpes per la penitència reprenent l'hàbit i renunciant als seus drets al regne d'Aquitània. Carles li va concedir el perdó però el va condemnar a reclusió. Pipí va morir un temps després.

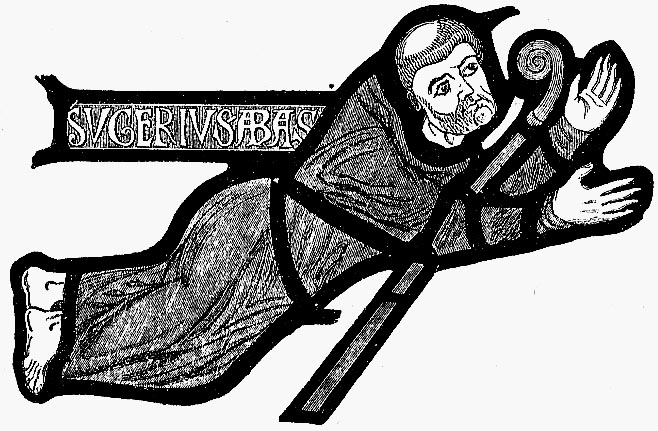
Finalment Carles el calb va commutar la pena de mort al seu germà Pipí per la reclusió monàstica

## Assignacions de comtats (865 - 870)
A final del 867 el rei Carles el Calb va disposar del comtat de Berry a favor d'Acfred (Egfrid) desposseint a Gerard. Egfrid va intentar desposseir a Gerard però no ho va aconseguir, Gerard el va assetjar a una posició fortificada (868) que van cremar i Egfrid va haver de fugir, però fou atrapat i decapitat. Carles se'n va assabentar al palau de Bellus Pauliacus, a la riba del Loira, i va decidir anar a la zona amb l'exèrcit; va assolar el Berry però Gerard es va mantenir amagat recuperant el territori a la sortida del rei. Carles va convocar dieta a Pîtres o Pistes, a la diòcesi de Rouen el 868 on s'havia de discutir les accions contra els normands que continuaven desolant el regne. En aquesta dieta van estar presents els tres Bernats esmentats com marquesos: Bernat II de Tolosa el Vadell (marquès per Pallars i Ribagorça), Bernat de Gòtia (marquès pels comtats fronterers de Catalunya) i Bernat Plantapilosa (marqués com a comte d'Autun, fronterer amb Borgonya, que segurament no fou Bernat II d'Alvèrnia fins al 869).

## Tractat de Meerssen
Lotari II va morir a Piacenza, Regne d'Itàlia, el 8 d'agost del 869
sense descendents i el seu germà Lluís II d'Itàlia, emperador, el seu hereu natural estava ocupat en la lluita contra els musulmans que assolaven les costes d'Itàlia i especialment dels ducats del sud. Carles el Calb es va aprofitar de la situació i va anar a Metz i es va fer coronar rei de les províncies a l'oest del Rin; després esperava que les províncies del sud, amb l'Alta Borgonya, Lió, Uzès i Vivarais el seguirien i es va dirigir al palat de Gondreville a la diòcesi de Toul, el dia de Sant Martí (11 de novembre) on esperava que els nobles d'aquestes regions anirien a retre-li homenatge, però no hi va anar ningú. El duc Girard del Rosselló es va declarar per l'emperador (que ja governava Provença amb Arle i Marsella)
i les va conservar per a aquest que tenia també el suport del papa. Adrià II va enviar delegats a Carles per retreure-li el seu comportament i comminar-lo a retornar els territoris usurpats al seu hereu legítim. El 869 el rei Lluís de Germània va exigir participar en l'herència de Lotari II i va amenaçar amb la guerra. Carles va acceptar fer un repartimen que es decidira en una dieta a celebrar més tard, i mentre es va allunyar del Rin i es va dirigir a Compiègne.
El 22 de juny del 870 Carles donava a Marienval, prop de Compiègne, un diploma confirman la fundació de l'abadia de Vabres. El 28 de maig del 870 al palau d'Attigny, també prop de Compiègne, Sunifred, abat de la Grassa, va obtenir un diploma que confirmava a aquest monestir els seus béns entre els quals el priorat dels Apòstols Sant Pere i Sant Pau a l'illa de Lec a la diòcesi de Narbona. El 20 de juliol el comte Oliba II de Carcassona i Rasès rebia diversos feus al Carcassonès i al Rasès en plena propietat i poder de disposició. Hi ha diverses cartes i diplomes per altres comtes i abats; s'esmenta en una carta la vegueria d'Alzona al Cabardès o Cabaret dins el comtat de Carcassona.
El 8 d'agost Lluís el Germànic i Carles el Calb es va reunir a la vora del Meuse prop de Maastricht on van fer la partició anomenada tractat de Mersen (o Meersen) de la que van excloure a l'emperador, el seu nebot; els territoris de la vora del Rin van anar a Lluís, i els de l'oest del riu a Carles, incloent-hi els comtats del Roine amb el Lionès, el Vienès i el Vivarès (i Usès), si bé aquests territoris s'havien sotmès a l'emperador Lluís II d'Itàlia. Aquest va reclamar al papa Adrià II contra l'espoliació i va escriure als reis i als nobles però ningú li va fer cas; va prohibir als bisbes ordenar nous bisbes quan les seus quedessin vacants excepte aquelles que fossin confirmades per l'emperador però tampoc això es va complir. Carles va anar a la tardor a Lió per sotmetre el país del Roine i va arribar fins a Viena del Delfinat que va assetjar. El territori estava en mans del duc de Borgonya,Girard, el qual es va tancar en un castell de la rodalia i va confiar la defensa de la ciutat a la duquessa Berta, la seva dona, que va resistir els atacs de Carles amb gran valor i va sostenir el setge més temps de l'esperat. El rei va assolar la rodalia mentre durava el setge i quan va desesperar d'obtenir la rendició va negociar amb els defensors i va obtenir el suport d'alguns; Berta se'n va assabentar i veient que les tropes podien passar a l'altre bàndol, va anunciar al seu marit que es rendia i va anar al campament de Carles. Girard va capitular i es va comprometre a entregar al rei Vienne i les altres places fortes i va donar ostatges en garantia, quedant llavors lliure i obtenint el permís per retirar-se on volgués amb la seva dona i pertinences. El dia de Nadal Carles va entrar a Vienne; pels mateixos dies va dominar Vivarès, Usès i altres llocs al llarg del Roine, on va enviar els seus comissaris. El ducat de Vienne o Borgonya Cisjurana fou donat al seu cunyat Bosó de Vienne, germà de Riquilda, segona esposa de Carles. Girard i Berta es van retirar a Borgonya on tenien béns patrimonials.
Lluís II d'Itàlia haguera volgut defensar els seus drets amb les armes però estava ocupat amb la revolta del ducat de Benevent i va haver de negociar. L'emperadriu Engelberga, la seva dona, fou enviada als seus oncles els dos reis per demanar la restitució. L'emperadriu va anar a Trento i es va entrevistar amb Lluís el Germànic signant un acord amb ell pel qual s'aliava a Lluís II del que era designat successor (Lluís II no tenia fills mascles) i li va retornar la part del regne que li havia correspost en la partició (871). A la Pàsqua del 872 Carles el Calb (que encara no sabia l'acord d'aquesta amb Lluís el Germànic) va anar cap als Alps per negociar amb l'emperadriu i es va assabentar de l'acord retornant a França al palau de Servais, prop de Laon, on va tenir una dieta on altre cop es van trobar els anomenats tres Bernats (Bernat II de Tolosa, Bernat II d'Alvernia i Bernat II de Gòtia). Alli va concedir al seu cunyat Bosó el comtat de Berry desposseint a Gerard i el va enviar amb el seu fill Lluís (futur Lluís II de França) a Aquitània, acompanyats de Bernat de Gòtia i de Bernat Plantapilosa com ajudants. Bernat II de Tolosa va rebre els comtats de Carcassona i Rasès que eren d'Oliba II però aquest va obtenir el suport de Bernat Plantapilosa que va fer matar Bernat II de Tolosa, i Oliba II va recuperar el poder; Plantapilosa es va apoderar de Tolosa i altres comtats (Roergue i Carcí i ho va intentar amb Llemotges, Pallars i Ribagorça sense èxit).

## Emperador
Lluís II d'Itàlia va morir el 12 d'agost del 875 en un lloc indeterminat de l'actual província de Brescia. Tot i que havia designat el seu cosí Carloman de Baviera com a hereu, amb el suport del Papa Joan VIII, Carles va desplaçar-se ràpidament a Itàlia per ser coronat rei d'Itàlia i emperador. Aquest viatge el va fer a partir de l'1 de setembre i va deixar l'administració de França al seu fill Lluís el Tartamut (Lluís II d'Aquitània, després Lluís II de França). Lluís el Germànic, el pare de Carloman, va venjar-se atacant i saquejant els dominis de Carles, que fou coronat el dia de Nadal del 875, però es va veure obligat a tornar immediatament a França. Al febrer del 876 va celebrar dieta del regne d'Itàlia a Pavia i va deixar el govern d'Itàlia i Provença al seu cunyat Bosó de Vienne, duc de Lió que va renuncar al comtat de Bourges en favor de Bernat de Gòtia que va recollir tanmateix el govern general d'Aquitània conjuntament amb Bernat Plantapilosa. Bosó es va casar poc després amb Ermengarda la filla gran de Lluís II d'Itàlia i Carles va tornar a França.
El 30 de juny va convocar dieta del regne al palau de Pontion a la que van assistir la major part dels prelats i senyors de França que el van jurar com a emperador. Entre els occitans i catalans cal esmentar a Agenulf del Gavaldà, Guiu del Velai, Llop d'Albi, Eteri de Viviers i Teotari de Girona. El regne es considerava dividit en sis grans governs: Austràsia, Nèustria, Borgonya, Aquitània, Septimània - Gòtia i Provença. La dieta va acabar el 14 de juliol.
Lluís el Germànic va morir el 28 d'agost del 876, i Carles va intentar apropiar-se dels territoris que havien heretat els seus fills Carloman, Lluís III i Carles. L'emperador i rei de França va avançar ràpidament amb 50.000 homes cap als territoris que havien estat de Lotari II i havia adquirit Lluís el Germànic a la partició de Mersen, però Lluís III va organitzar la resistència i es va dirigir cap al Rin, enviant ambaixadors per pregar a Carles que deixés aquestos territoris que havien de ser pel seu germà petit Carles (després Carles III el Gros), però no va aconseguir res; llavors Lluís va travessar el Rin per Andernach i va agafar posicions; Carles llavors va oferir negociar i mentre es feia aquesta negociació va atacar per sorpresa la nit del 7 al 8 d'octubre. Lluís, tot i agafat desprevingut en mig de la foscor, va saber organitzar les tropes i les forces franceses van ser derrotades de forma decisiva ja el 8 d'octubre de 876 en l'anomenada Andernach en la qual Bernat Plantapilosa de Tolosa i Alvèrnia fou fet presoner junt amb altres nobles (Lluís els va alliberar sense rescat al començament del 877). Carles va haver de tornar corrents a Itàlia per defensar-la dels atacs dels sarraïns, i mentrestant Carloman, un dels fills de Lluís el Germànic, va envair el nord d'Itàlia.
L'emperador es va retirar cap al riu Meuse i va arribar al palau d'Elidione, prop de Maastricht on el 25 d'octubre del 876 donava un diploma en favor del monestir de la Grassa i del seu abat Sunifred. Poc després, ja malalt, celebrava dieta general a Reims, on amb el consentiment dels grans del regne disposava de tots els seus estats a favor del seu fill Lluís II el Tartamut rei d'Aquitània que seria Lluís II de França. Després va convocar una nova dieta a Quierzy-sur-Oise pel mes de juny del 877 amb el desig d'arranjar els afers del regne abans de sortir cap a Itàlia on el papa el cridava davant els atacs sarraïns.
L'emperador va arribar a Quierzy l'11 de juny quan, a petició de Frotari, arquebisbe de Bourges designat pel rei avançat el 876 com a successor de Vollfadus (mort l'1 d'abril del 876), va donar un diploma a Oliba II de Carcassona i Rasès concedint-li diversos alous a diferents llocs de Gòtia que havien estat propietat de Miró Eutil (antic comte de Rasès deposat per felonia vers el 850), de Fredari (possible vescomte de Carcassona) i de la seva esposa Deusiana, i d'Hostòlit i els seus germans (es desconeix per què Fredari, Hostòlit i els altres excepte Miró Eutil havien perdut els seus béns).
La dieta de Quierzy, que va establir les bases del feudalisme, va començar el 14 de juny i es van emetre diverses ordres capitulars per al govern del regne que l'emperador, abans de sortir cap a Itàlia, va confiar al seu fill Lluís. Es va regular el tribut a cobrar sobre el clergat i el poble que pujava en total a cinc mil lliures de plata. En la diera fou confirmat el caràcter hereditari dels honors (que en gran part ja ho eren de fet); s'establia que si el comte moria estant el seu fill hereu al seguici reial o absent, s'encomanaria el govern als parents més propers i al bisbe diocesà fins que, informat el rei de la mort del comte, pogués disposar del comtat en favor del fill; si aquest era menor d'edat administraria el comtat conjuntament amb el bisbe diocesà i els oficials del país, i que si el comte no tenia fills o hereus l'administració seria la mateixa fins que el rei disposés i el podria donar a qui volgués; ordenava també actuar igualment amb tots els vassalls. Al mateix temps Carles prometia conservar a tots els vassalls en les seves dignitats i designava un nombre de senyors principals com a consellers pel futur rei, el seu fill Lluís, mentre durés la seva absència.
La dieta va acabar l'1 de juliol i poc després Carles va sortir cap a Itàlia passant a Montreuil-sur-Saône (Monasteriolum), on l'1 d'agost va acordar a Rostany, abat de Saint-Chaffre, al Velai, una carta en la qual restablia a aquest monestir en la seva antiga llibertat (l'any anterior l'havia sotmès a Guiu bisbe de Velai, basant-se en unes males informacions). Va passar llavors Besançon on el dia 11 d'agost va donar un diploma a l'església de Viviers i al bisbe Euqueri confirmant béns i privilegis entre altres l'abadia de Doznere a l'altre costat del Roine, a petició del seu cunyat Bosó de Vienne que com a duc de Provença tenia autoritat al Vivarès i a Uzès. Carles va passar finalment els Alps, però va restar poc temps a Itàlia; enfrontat a Carloman de Baviera va avançar amb el seu exèrcit però no es va sentir prou fort i va decidir retirar-se cap a la Mauriena esperant reforços; entre els generals principals que havien de dirigir els reforços hi havia Bosó de Provença o Vienne, Bernat Plantapilosa d'Alvèrnia, Tolosa i Berry (ja alliberat) i Bernat de Gòtia, però aquestos senyors i altres (com Hug l'Abat, hereu dels dominis de Robert el Fort) van entrar en una conjuració general contra l'emperador.
Carles el Calb se'n va assabentar i veient que no podia esperar ajut per enfrontar Carloman, va retornar a França i va ser atacat per la febre durant el camí. El seu metge, que potser formava part de la conjuració, li va donar una poció que se suposa que estaria enverinada i va morir onze dies després, el sis d'octubre, mentre travessava el pas de Mont Cenis a Brides-les-Bains. Va ser succeït com a rei de la Frància Occidental pel seu fill Lluís II anomenat el Tartamut. Itàlia quedà sota el poder de Carloman de Baviera, i el títol imperial quedà vacant. Lluís com a rei d'Aquitània va incorporar aquest regne a França i ja el títol de rei d'Aquitània va tenir en endavant un efecte temporal i limitat.

## Visió general al seu regnat
Els anys posteriors a la signatura del Tractat de Verdun van ser relativament pacífics, amb els tres germans reunint-se periòdicament per coordinar les seves polítiques. Carles, però, va haver d'afrontar revoltes a Aquitània i Bretanya. Si bé Aquitània va tornar sota el seu control, les victòries dels bretons els van guanyar una independència de facto. Carles també hagué de defensar-se dels atacs dels vikings o normands, que van saquejar el nord del regne i van arribar a atacar París, on Carles fou capturat i estigué a punt de perdre la vida. Carles va dur a terme una reforma de l'exèrcit i construí ponts fortificats als rius per parar el pas als vikings.
La mort de Lotari I va fer que fos Carles el qui intentés apropiar-se dels regnes dels joves fills d'aquest. El 860 va intentar, sense èxit, conquerir la Provença del seu nebot Carles. El 869, en morir Lotari II, va competir amb Lluís el Germànic per apoderar-se dels seus territoris, fins que el tractat de Mersen va establir-ne el repartiment. El 875 es va apoderar de Provença i Itàlia i del títol imperial al morir el seu nebot Lluís II d'Itàlia.

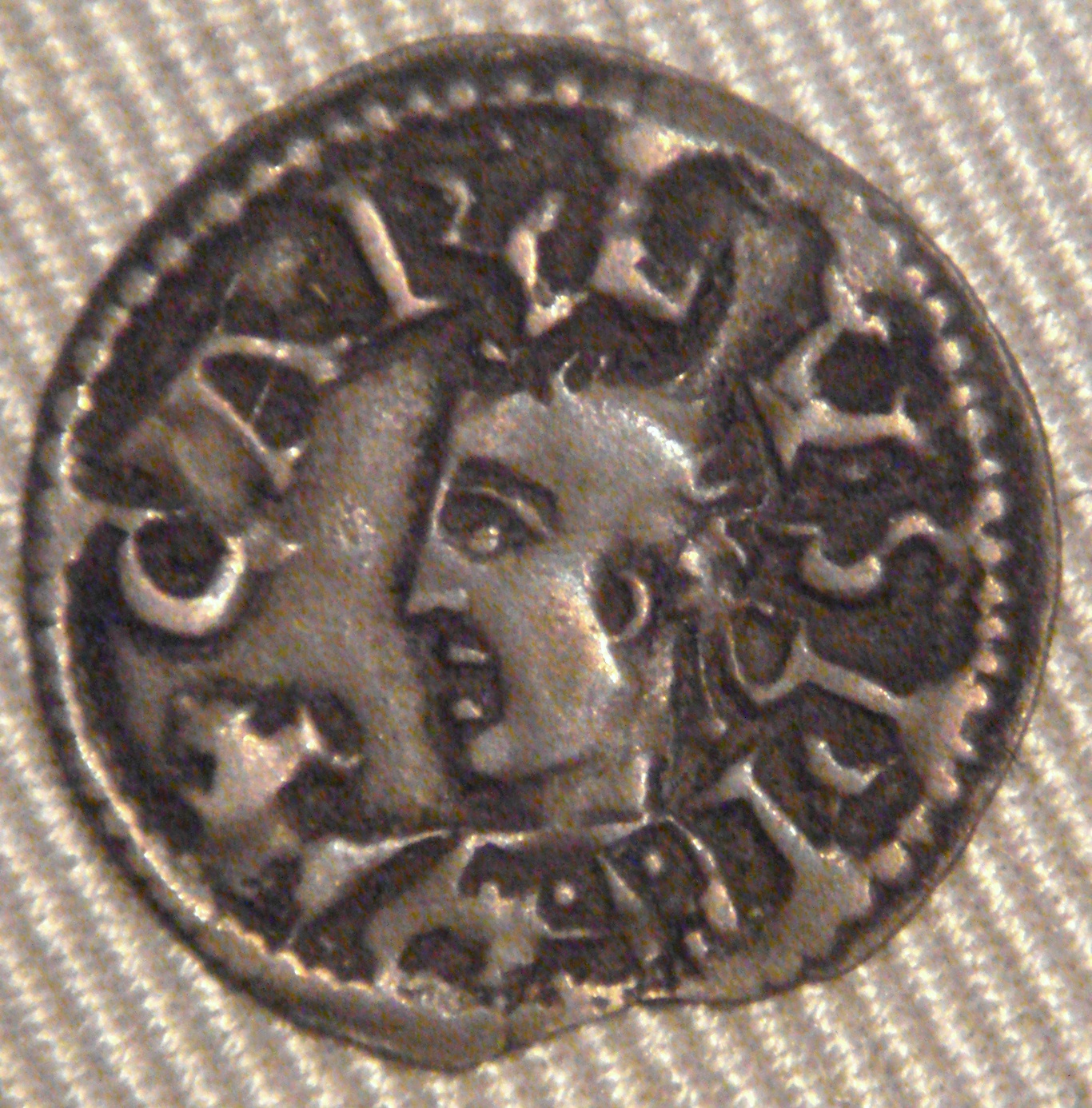
Moneda amb l'efígie de Carles (Carolus II)

### Capitular de Quierzy
Del seu regnat també en destaca la Capitular de Quierzy, signada el 877 que converteix els càrrecs i la condició social en hereditaris, factor clau del feudalisme.

### Govern de la Marca Hispànica
La revolta de Bernat de Septimània, que fou desposseït del comtat de Tolosa, acabà amb la mort de Bernat. El 844 Carles el Calb va nomenar Sunifred I, pare de Guifré el Pilós, comte de Barcelona, Girona, Narbona, Nimes, Agde, Besiers i Magalona. L'octubre del 849 el rei va estar a Narbona durant l'agitació creada pel fill de Bernat, Guillem de Septimània, especialment a Barcelona i Girona i sembla que fou l'única visita a terres tant properes a Catalunya. Al seu retorn va passar per Albi on el 18 d'octubre va concedir un diploma a un vassall de nom Esteve al qual va donar diversos feus de la diòcesi de Narbona i un altre al monestir de Sant Tibèri al que va sotmetre el monestir de Sant Volusià a la riba de l'Arieja a la comarca de Savez, avui dia a la vila de Foix.
Mentre el rei va ser a Septimània, Guillem va restar a Barcelona però just quan el rei va sortir va iniciar la lluita contra Aleran i Isembard, designats pel rei per fer front al rebel, el primer amb títol de comte (de Barcelona i altres comtats) i marquès de Gòtia, i el segon, fill de Guerí de Provença, com auxiliar. Guillem va fer saber als seus rivals que estava disposat a fer la pau i va concertar una entrevista amb ells a Barcelona. Aleran i Isembard hi van anar i a traïció foren arrestats. Això va facilitar a Guillem la submissió de la resta del país però les tropes reials el van enfrontar i derrotar i Guillem es va haver de tancar a Barcelona. Però en la seva absència Aleran havia guanyat a la causa reial a membres de la guarnició i part de la població, i just després del retorn Guillem fou arrestat i jutjat per ordre d'Aleran de crim de lesa majestat i executat (en una data entre el mes de febrer i el mes de juny del 850) quan tenia 24 anys; no consta que fos casat i no va deixar fills i el successor en els drets era el seu germà Bernat Plantapilosa de només 9 anys.
Pel mateix temps la zona va quedar exposada als atacs musulmans. El 847 Mussa ibn Mussa ibn Fortun de Tudela, de la família dels Banu Qasi, es va revoltar per tercera vegada i dominava Toledo, Saragossa i Osca i fou a Musa al que s'han d'atribuir les incursions a Urgell i Ribagorça on segons Sebastià de Salamanca foren fets presoners els comtes Sanç i Eprenió, fins que va fer la pau amb Carles i va alliberar els comtes; Carles li va enviar valuosos regals que poc després van caure en mans del rei Ordoni d'Astúries). El 848 les naus cordoveses van ocupar i saquejar les Balears, que fins aleshores romanien sense ocupar pels musulmans; i on els insulars tenien relacions amb el regne dels francs des dels temps de les expedicions del comte d'Empúries. El 849 una segona onada a les illes va imposar al seu govern el pagament d'un tribut i cal suposar que la renúncia a tota vinculació amb romans d'Orient i francs. El 851 els musulmans van fer una expedició al Roine fins Arlè (en territori de Lotari I) però a la tornada els vents els van portar a la costa i foren derrotats per les milícies locals, però és més de fiar la versió que diu que part de les naus foren destruïdes per una tempesta, encara que la major part va poder tornar a les seves bases a la costa Mediterrània. En el retorn fou atacada Barcelona, que fou conquerida mercès a l'ajut dels jueus locals, però després de saquejada (i de la mort de molts habitants) fou abandonada. Més tard la flota, ja reparada, va retornar al golf de Lleó i va atacar diversos punts, incloent-hi Marsella.
El 862 va destituir al marquès Humfrid que s'hauria revoltat (o al contrari es va revoltar per haver estat destituït). Tot i que va perdre el control d'alguns comtats (Empúries i Peralada, Girona i Besalú, i potser Rosselló i Vallespir) va ocupar Tolosa, Pallars i Ribagorça (vers 863-864) i va conservar Barcelona i Osona i els comtats de Septimània (Narbona, Agde, Besiers, Melguèlh i Nimes) fins que va haver de fugir el 864. Els seus honors foren repartits el 865 passant la major part a Bernat de Gòtia. Aquest es va revoltar el 877 abans de morir Carles, però va acabar derrotat (878/879).
Segons la Llegenda de les quatre barres de sang inventada el 1551 pel valencià Pere Antoni Beuter, el comte Guifré hauria mort al camp de batalla ajudant a Carles el Calb a defensar-se dels invasors normands. En agraïment, Carles hauria posat la mà a la ferida de Guifré i hauria pintat les quatre barres sobre el seu escut daurat per simbolitzar la concessió al llinatge de Guifré dels comtats de la Marca.